# Столкновение двух Ли-2 над Кемеровом
27 мая 1953 года в небе в районе Кемерова столкнулись два Ли-2, в результате чего погибли 27 человек.

## Самолёты
Ли-2 с бортовым номером Л4534 (заводской — 18429005) 133-го авиатранспортного отряда Восточно-Сибирского территориального управления гражданского воздушного флота был выпущен 30 июня 1948 года и на момент катастрофы имел 3882 часа налёта. В день катастрофы он выполнял пассажирский рейс 18 по маршруту Иркутск—Красноярск—Новосибирск, а пилотировал его экипаж, состоящий из командира (КВС) И. Д. Станишевского, второго пилота В. Д. Максимова, бортрадиста Ю. Ю. Чернышкова и бортмеханика Ф. И. Перевалова. 26 мая в 21:07 МСК авиалайнер вылетел из Иркутского аэропорта и в 00:50 (27 мая) приземлился в Красноярске. После часовой стоянки в 01:50 самолёт вылетел из Красноярского аэропорта и после набора высоты занял эшелон 2100 метров. Полёт проходил по коридору Красноярск—Кемерово—Новосибирск, а на борту находились 16 пассажиров: 14 взрослых и 2 ребёнка.
Ли-2Т с бортовым номером А4031 (заводской — 18432605) 6-го авиаотряда воздушных съёмок Западно-Сибирского территориального управления гражданского воздушного флота был выпущен 30 апреля 1949 года и на момент катастрофы имел 1268 часов налёта. В день катастрофы он должен был выполнять задание по аэрофотосъёмке в районе Гусиного Брода. Пилотировал его экипаж, состоящий из командира (КВС) А. Н. Ломова, второго пилота М. К. Киселёва, штурмана-аэросъёмщика М. П. Щура, бортрадиста Н. П. Лялина, бортмеханика Е. Я. Кузнецова, бортоператора З. П. Волковой и аэросъёмщика Н. А. Павлова. В 02:40 МСК авиалайнер вылетел из Новосибирского аэропорта и после набора высоты занял предписанный эшелон 1800 метров, после чего направился по маршруту Новосибирск—Гусиный Брод—Кемерово в район аэрофотосъёмок, расположенный в 45—60 километрах северо-северо-восточнее Кемеровского аэропорта.

## Катастрофа
В это время погода была ясной, температура воздуха +10 °C, а видимость более 15 километров. На участке Красноярск—Кемерово командир борта Л4534 срезал маршрут, из-за чего отклонился от маршрута на 47 километров. Тем временем, в 03:36 экипаж борта А4031 доложил о прибытии в район аэрофотосъёмок на заданном эшелоне 1800 метров, после чего приступил к работе. Ли-2 А4031 сперва пролетел 6 минут 40 секунд по курсу 90°, затем за 36 секунд совершил левый разворот на 180° и далее пролетел по курсу 270° также 6 минут 40 секунд. Затем за 36 секунд он выполнил уже правый разворот и лёг на курс 90°, летя теперь строго против восходящего солнца.
Менее чем через минуту посреди ясного неба в 03:50 МСК летящие прямо навстречу друг другу (Л4534 — курс 270°, А4031 — курс 90°) самолёты на глазах многих очевидцев врезались друг в друга в 16,5 километрах западнее посёлка Барзас (Кемеровский район Кемеровской области). Летевший чуть ниже борт А4031 своим правым винтом отрубил борту Л4534 левую плоскость крыла в стыке элерона и щитка, а ударом верхней части своего фюзеляжа в центроплан второго, разрушил и его фюзеляж. У Л4534 пассажиры начали выпадать из салона, левую плоскость, хвостовое оперение и части фюзеляжа разбросало по лесу и поляне на площади 150 на 900 метров, а центроплан с моторами, пилотской кабиной и правой плоскостью рухнул в лес. Сам А4031 перешёл в пикирование и через 350 метров врезался в землю в лесу и взорвался, хотя пожара при этом не возникло. Все 27 человек в обоих самолётах (20 в Л4534 и 7 в А4031) погибли.

## Расследование
В ходе полёта экипаж Ли-2 борт А4031 держал связь с Новосибирской АДС и РДС, однако не связывался с Кемеровской АДС. В свою очередь, экипаж Ли-2 борт Л4534 держал связь с Красноярской АДС и РДС и Кемеровской АДС, но вот связь с Новосибирской РДС была неудовлетворительной. При этом точного местонахождения самолётов в своей зоне РДС не знали. Было найдено много очевидцев на земле, которые видели, как два самолёта несутся навстречу друг другу на одной высоте, при этом экипажи не предпринимали никаких действий по уклонению от столкновения.
6-й авиаотряд изначально относился к Главному управлению геодезии и картографии, а в Западно-Сибирское ТУ ГВФ был передан в марте 1953 года, то есть всего за два месяца до катастрофы. При присоединении этого авиаотряда, командование ЗС ТУ ГВФ не провело как следует мероприятия, в которых бы чётко разъяснялись организация и безопасность полётов. Были лишь проведены лётные тренировки экипажей, а в особенности работы при аэрофотосъёмке не вникало, доверив подготовку экипажей командиру отряда Клыкову, который сам начал работать в этом отряде только с марта 1953 года и также не знал тонкостей работ по аэрофотосъёмке. Между тем, если полёты гражданской и военной авиации эшелонируют, то есть они проходят на эшелонах — высотах, установленных по стандартному давлению, то в случае с авиацией воздушных съёмок ситуация иная. Эти самолёты выполняют полёты на высоте, которая зависит от заданного масштаба съёмки, а тот в свою очередь определяется уровнем аэродрома с поправками на рельеф местности участка аэрофотосъёмки. Между тем, заявки на работы в Новосибирском аэропорту подавались без указания границ района, а фактические высоты полётов над районом работ не соответствовали подаваемым заявкам. Так в задании борту А4031 было указано провести съёмку в масштабе 1:17000. При этом фактическая высота полёта относительно аэродрома вылета должна составлять
{\displaystyle 1700+(290-162)=1828}, где 1700 — истинная высота над участком местности, 290 — средняя высота превышения местности участка съёмки над уровнем моря, 162 — уровень аэропорта Новосибирск. Исходя из этого, по стандартному давлению (760 мм рт. ст.) высота полёта должна была быть {\displaystyle 1828+(760-745,5)*11=1987,5}, где 745,5 — давление аэродрома Новосибирск. Так как у аэродрома Кемерово давление более высокое и составляет 747,1 мм рт. ст., то высота полёта по стандартному давлению должна была составлять {\displaystyle 1987,5-17,5=1970}, где 17,5 — поправка на повышенное давление аэродрома Кемерово. Исходя из этих расчётов, перед тем как начать съёмку, борт А4031 должен был подняться на высоту не 1800 метров, а на 1970, то есть дополнительно набрать ещё 170 метров. Но исходя из данных барограммы, он дополнительно набрал 250 метров. Ни командование ЗС ТУ ГВФ, ни Новосибирская РДС и АДС не знали порядка определения высоты съёмки.
Командир борта Л4534 Станишевский грубо нарушил маршрут полёта на трассе Красноярск—Новосибирск, когда срезал его часть в районе Кемерова и не соблюдал установленного эшелона полёта. Ранее в июле 1952 года Станишевского за недисциплинированность и потерю ориентировки уже разжаловали во вторые пилоты, в феврале 1953 года восстановили в должности, хотя у него сохранялись серьёзные недостатки в пилотировании, а также присутствовали элементы зазнайства, упрямства и непонимания.
В Новосибирской РДС был установлен радиопеленгатор, но она в течение всех 35 минут, что борт Л4534 находился в её зоне, не установила его местонахождения, из-за чего новосибирский диспетчер не знал воздушной обстановки в районе аэрофотосъёмки. Диспетчер АДС Кемерово, когда разрешил борту Л4334 пролёт своей зоны, не знал реального маршрута самолёта и не выяснял его точного местоположения, хотя при ясной погоде он мог наблюдать пролёт самолёта над Кемеровским аэродромом. Пролёта не было, так как командир Станишевский спрямил маршрут в обход аэродрома. Новосибирская РДС не предупреждала пролетающие экипажи, а также аэропорты Кемерово и Красноярск о том, что в её зоне в 50 километрах северней аэропорта Кемерово производятся полёты. Наконец, сами экипажи обоих самолётов, несмотря на ясную погоду, не следили за воздушной обстановкой и не предприняли никаких мер по предотвращению столкновения.

### Выводы комиссии
Причинами столкновения самолётов явились: 
1. Грубое нарушение установленного маршрута полёта и преступно-халатное отношение к своим обязанностям при пилотировании самолёта со стороны КВС Станишевского;
2. Отсутствие осмотрительности со стороны КВС Станишевского и Ломова при выполнении полётов;
3. Неудовлетворительная подготовка к полётам на аэрофотосъемку, плохая организация полётов, пренебрежение к элементарным требованиям обеспечения безопасности полётов со стороны командования ЗС ТУ ГВФ и 6 авиаотряда, а также со стороны Новосибирской РДС.

Виновники: оба КВС и Клыков, формально отнесшийся к обеспечению безопасности полётов.
— 